# Municipio de Sodražica
El municipio de Sodražica (esloveno: Občina Sodražica) es un municipio de Eslovenia, situado en el sur del país. Su capital es la localidad de Sodražica. Pertenece a la región estadística de Eslovenia Sudoriental y a la región histórica de Baja Carniola.
En 2020, el municipio tenía una población de 2185 habitantes.
El municipio fue creado en 1998 al separarse del vecino municipio de Ribnica.

## Localidades
El municipio comprende, además de Sodražica, los siguientes pueblos:
- Betonovo
- Brlog
- Globel
- Janeži
- Jelovec
- Kotel
- Kračali
- Kržeti
- Lipovšica
- Male Vinice
- Nova Štifta
- Novi Pot
- Petrinci
- Podklanec
- Preska
- Ravni Dol
- Sinovica
- Travna Gora
- Vinice
- Zamostec
- Zapotok
- Žimarice